# Brachodes nana
Brachodes nana is een vlindersoort uit de familie Brachodidae. De wetenschappelijke naam is voor het eerst geldig gepubliceerd in 1834 door Georg Friedrich Treitschke.
De soort komt voor in Europa.